# Clarence Cannon
Clarence Andrew Cannon (ur. 11 kwietnia 1879 w Elsberry, zm. 12 maja 1964 w Waszyngtonie) – amerykański polityk, członek Partii Demokratycznej.

## Działalność polityczna
W okresie od 4 marca 1923 do śmierci 12 maja 1964 przez dwadzieścia jeden kadencji był przedstawicielem 9. okręgu wyborczego (w wyborach w 1932  do 73. Kongresu wybrany na 9. miejsce w całym stanie) w stanie Missouri w Izbie Reprezentantów Stanów Zjednoczonych.